# Săpoca
Săpoca est une commune roumaine située dans le județ de Buzău.